# Skarpbergstjärnarna
Skarpbergstjärnarna är varandra näraliggande sjöar i Strömsunds kommun i Jämtland och ingår i Ångermanälvens huvudavrinningsområde
- Skarpbergstjärnarna (Ströms socken, Jämtland, 707093-150603), sjö i Strömsunds kommun, 63°44′46″N 15°55′38″Ö / 63.7461°N 15.9271°Ö
- Skarpbergstjärnarna (Ströms socken, Jämtland, 707099-150462), sjö i Strömsunds kommun, 63°44′49″N 15°53′59″Ö / 63.7469°N 15.8998°Ö (4,11 ha)